# Hugo Schiltz
Hugo L.J.A. Schiltz (Borsbeek, 27 oktober 1927 - Edegem, 5 augustus 2006) was een Belgisch politicus en advocaat. Als voorman van de Volksunie heeft hij een cruciale rol gespeeld in de totstandkoming van het federalisme in België. Sinds het opsplitsen van de Volksunie in 2001 behoorde hij tot Spirit. Verder was hij Groot-Nederlandsgezind.

## Levensloop

### Jeugd en vorming
Schiltz stamde af van een familie met een lange politieke traditie, zo waren zijn overgrootouders lid van de Meetingpartij, zijn grootoom lijsttrekker van de Daensisten en zijn grootvader actief in het Vlaamsche Front. Zelf groeide hij op in een Vlaams-katholiek burgerlijk gezin, dat tijdens de bezetting collaboreerde met de Duitse bezetter. Een broer en een neef van hem namen dienst in het bezettingsleger en vochten aan het Oostfront. Tijdens de Tweede Wereldoorlog zat Schiltz in de jongensafdeling Dietsche Blauwvoetvendels van de Nationaal-Socialistische Jeugd Vlaanderen, en hij kwam om die reden na de oorlog op 17-jarige leeftijd een paar maanden in de cel terecht. Biograaf Huybrechts schetste in het eerste deel van Schiltz' biografie Schiltz' volwassenwording die mede door de familiale invloed verliep van een flamingantisch en Groot-Nederlands idealisme naar een zuivere Nieuwe-Ordegezindheid. In Schiltz' dagboeken wordt verwezen naar razzia's op Antwerpse joden tijdens de bezetting waarbij zijn vader dit als een schande betitelt. Het gedegen Vlaams idealisme van de familie versluierde de feiten echter en leidde tot verblinding.
De jonge Schiltz zocht een nieuwe oriëntering in zijn leven, eerst in een mogelijk priesterschap. Later koos hij resoluut voor een politieke carrière. Na zijn collegejaren aan het Borgerhoutse Xaveriuscollege studeerde hij rechten, economische wetenschappen en Thomistische wijsbegeerte aan de Katholieke Universiteit Leuven. Daar werd hij lid van het Katholiek Vlaams Hoogstudenten Verbond en richtte er mee de studentenclub Oxaco-Leuven (Oud-leerlingen Xaveriuscollege) op, sinds 1957 Reuzegom genaamd. Ook schreef hij voor verschillende Vlaamsgezinde studentenbladen. In 1953 werd hij advocaat en docent economie aan de economische hogeschool Sint Aloysius (EHSAL) in Brussel. In 1955 trouwde hij met zijn achternicht Garda Schiltz. In 1956 stichtte hij samen met Paul Doevenspeck het kantoor Schiltz, Doevenspeck en Vennoten.
Zijn Vlaamse reflex was in 1953 dermate sterk dat hij dat jaar betrokken was bij een poging om een brug in Diksmuide op te blazen teneinde een belgicistische bijeenkomst van anti-flamingante oud-strijders bij de IJzertoren te voorkomen. De Staatsveiligheidsdienst wist van dit voornemen en voorkwam de bomaanslag door de brug streng te laten bewaken.

### Politieke carrière
In 1958 stapte Schiltz in de actieve politiek. Hij werd als onafhankelijk gemeenteraadslid voor de stad Antwerpen verkozen op een gezamenlijke CVP-Volksunielijst. Tot 1989 bleef hij Antwerps gemeenteraadslid. Na de verkiezingen in 1994 zetelde hij van begin 1995 tot eind 2000 als lid van de kartellijst Antwerpen '94 en als Antwerps schepen terug in de gemeenteraad.
Na de vaststelling van de taalgrens en andere taalwetten, kwam hij, teleurgesteld in de destijds meer Belgicistisch ingestelde CVP, in 1963 bij de Volksunie (VU) terecht. In 1964 werd hij gecoöpteerd in het nationale bestuur van de partij. Van 1965 tot 1991 zetelde hij voor het arrondissement Antwerpen in de Kamer van volksvertegenwoordigers.
Binnen de VU was hij persverantwoordelijke en verantwoordelijke public relations en trok hij linkse Vlaamsgezinden zoals Maurits Coppieters aan. Tegelijk verruimde hij het partijprogramma met aandachtspunten die het communautaire ruim overstegen. Schiltz, een begenadigd spreker die een gedegen dossierkennis had, werd in 1973 voorzitter van het partijbestuur. In 1975 werd hij na een bitse interne machtsstrijd partijvoorzitter, wat hij bleef tot in 1979.
Hij ging met de Vlaams-nationale en traditionalistische VU een links-liberale koers varen, net zoals het Nederlandse D66 voorstaat. Hij zorgde in 1977 voor het eerst voor deelname van de VU aan een federale regering. Deze lag aan de basis van het Egmontpact, dat een grondige staatshervorming beoogde. Door de Vlaamse Beweging en de Vlaamse geschreven pers werd dit pact als een "verraad aan de Vlaamse zaak" beschouwd. In 1978 verraste toenmalig Eerste Minister Leo Tindemans (CVP) de machtige voorzitters van de regeringspartijen, die aanstuurden op ongrondwettelijke beslissingen, door in het parlement aan te kondigen dat hij naar de koning ging om het ontslag van zijn regering aan te kondigen. Bij de hieropvolgende verkiezingen einde 1978 leed de VU een verpletterende nederlaag waarvoor Hugo Schiltz de volle verantwoordelijkheid kreeg. De politieke nederlaag rond het Egmontpact liet bij hem diepe sporen na. Als partijvoorzitter werd hij in 1979 opgevolgd door Vic Anciaux. Van 1981 tot 1986 was Schiltz ondervoorzitter van de VU.
Uit ongenoegen over het Egmontpact en de te progressieve koers van de Volksunie ontstonden vooral uit het radicale rechts-conservatieve deel van de Volksunie twee splinterpartijen: de Vlaams Nationale Partij (VNP) onder leiding van Karel Dillen en de Vlaamse Volkspartij (VVP) onder leiding van Lode Claes. Toch kenden de VNP en de VVP, als een kartel onder de gemeenschappelijke naam Vlaams Blok, met Karel Dillen als enige verkozene in Antwerpen, slechts een beperkt succes bij de verkiezingen van 1978.
Na de mislukking van de staatshervorming van het Egmontpact kwam Schiltz in 1981 terug als minister van Financiën en Begroting in de proportionele Vlaamse regering-Geens I tot 1985 en van 1988 tot 1991 als vice-eersteminister en als federaal minister van Begroting en van Wetenschapsbeleid in de federale regering Martens VIII die een belangrijke staatshervorming realiseerde. Hij introduceerde destijds de term "koekoekseffect" om de verdringing van de private investeringen door overheidsinvesteringen te illustreren. In 1990 ondertekende en bekrachtigde hij samen met de andere regeringsleden een van de meest liberale abortuswetgevingen ter wereld, nadat toenmalig koning Boudewijn dit buiten zijn grondwettelijke bevoegdheid had geweigerd en bijgevolg tijdelijk onbekwaam werd geacht.
Eind september 1991 nam de VU ontslag uit de federale regering-Martens VIII (maar niet uit de Vlaamse regering) naar aanleiding van een conflict over de uitvoer van wapens naar Koeweit, destijds een conflictgebied. De diepere oorzaak was evenwel dat een belangrijk deel van de overeengekomen staatshervorming, de zogenaamde derde fase, op de lange baan werd geschoven. Er werd geen nieuwe vicepremier aangesteld, aangezien de regering-Martens IX één partij minder telde. De portefeuilles Begroting en Wetenschapsbeleid nam Wivina Demeester (CVP) voor korte tijd over. Bij de daaropvolgende verkiezingen van 1991 (bekend geworden als Zwarte Zondag) overklaste de scheurpartij Vlaams Blok, een fusiepartij van voornoemde VU-afscheuringen VNP en VVP, de moederpartij Volksunie, wat door de extreme flaminganten als de ultieme kaakslag voor de "verrader" Schiltz werd gezien.
Van 1991 tot 1995 zetelde Schiltz in de Senaat als rechtstreeks verkozen senator voor het arrondissement Antwerpen.
Ondanks de verkiezingsnederlaag van de VU hield Schiltz zijn pragmatische koers vol. En door de inspanningen van Schiltz, Wilfried Martens en Jean-Luc Dehaene werd België in de Sint-Michielsakkoorden van 1993 omgevormd tot een federale staat. Samen met de toenmalige PSC-voorzitter Gérard Deprez, die later overstapte naar de MR, legde Schiltz in 1992 de fundamenten van dit akkoord als covoorzitter van de dialoog van gemeenschap tot gemeenschap. Deprez zei nadien over Schiltz: "Een militant flamingant die toch zo open in de wereld stond: dat was voor mij een hele openbaring. Hij leerde mij het Vlaams-Nationalisme waarderen. Hij was zeer luisterbereid, erg gecultiveerd en kon met inzichten komen waarmee hij iedereen rond de onderhandelingstafel intellectueel charmeerde."
In de periode december 1971-oktober 1980 zetelde hij als gevolg van het toen bestaande dubbelmandaat ook in de Cultuurraad voor de Nederlandse Cultuurgemeenschap, die op 7 december 1971 werd geïnstalleerd. Vanaf 21 oktober 1980 tot mei 1995 was hij lid van de Vlaamse Raad, de opvolger van de Cultuurraad en de voorloper van het huidige Vlaams Parlement. Van december 1985 tot mei 1988 zat hij er de VU-fractie voor.
De lijfspreuk van Hugo Schiltz was: "Point n'est besoin d'espérer pour entreprendre ni de réussir pour persévérer" ("Het is niet nodig te hopen om te ondernemen, noch te slagen om vol te houden"), de aan Willem de Zwijger toegeschreven uitspraak.
Bij de lokale verkiezingen van 1994 was hij lijsttrekker voor het CVP-VU-onafhankelijken-kartel "Antwerpen 1994", Na de verkiezingen werd hij in januari 1995 schepen van Financiën, Economie en Toerisme, een mandaat dat hij zou bekleden tot 2000. In dezelfde periode werd hij voorzitter van de Antwerpse Waterwerken. In 1995 werd hij benoemd tot Minister van Staat, en werd alzo lid van de Kroonraad.
In 2001 bij de splitsing van de Volksunie, sloot hij zich - evenals onder andere Bert Anciaux, Lionel Vandenberghe en Nelly Maes - aan bij Spirit. In een interview noemde hij de N-VA - de andere splinterpartij die uit de Volksunie ontstond - een totalitaire partij die besmet is door de erfzonde van het vooroorlogse Vlaams-nationalisme.

### Na de actieve politiek
Eerder in datzelfde jaar 2001 stapte Schiltz uit de actieve politiek en werd hij opnieuw actief in de advocatuur. Eerst bij Ernst & Young en Peeters Advocaten, daarna richtte hij Laurius-Schiltz-Verschroeven ADVC op, samen met Guido Verschroeven, voormalig hoofd van de juridische dienst van Boelwerf. Hij was ook lid van de raden van bestuur van de Argenta Groep. Schiltz was vanaf 2002 tevens voorzitter van de Vlaamse Opera en erevoorzitter van het Flanders Fashion Instituut (FFI) in Antwerpen.
In oktober 2007 verklaarde Paul Doevenspeck, partner in zijn advocatenkantoor, dat bij Schiltz in 2004 het idee rijpte om discrete contacten te leggen met mensen van Vlaams Belang en IJzerwake. De bedoeling was de verdeeldheid binnen de Vlaamse Beweging, die onder andere tot uiting kwam op de IJzerbedevaart, te overstijgen. Hij zou ook getracht hebben de initiatiefnemers van het Warandemanifest en het Lentemanifest op één lijn te krijgen. Schiltz zou tevens gelobbyd hebben om het akkoord over Brussel-Halle-Vilvoorde te kelderen. Van diverse zijden werden twijfels geuit over de authenticiteit van deze opmerkingen.
Schiltz overleed uiteindelijk op 78-jarige leeftijd aan de gevolgen van leukemie in het Universitair Ziekenhuis van Antwerpen te Edegem. Op 22 augustus 2006 vond de begrafenis van Schiltz plaats in de Onze-Lieve-Vrouwekathedraal te Antwerpen. Testamentair had Schiltz aangegeven geen staatsbegrafenis te willen vanwege zijn Vlaams-nationalistische levenswandel, dit ondanks het feit dat hij daar als Minister van Staat recht op had. Schiltz werd in een witte kist de kathedraal binnengedragen. Op vraag van de familie waren er geen vlaggen in de kathedraal aanwezig. De sobere uitvaartmis werd massaal bezocht, door veel Vlamingen, politici en ook Nederlandse Groot-Nederlanders en EVA-partners, in totaal zo'n 1200 personen. De aansluitende uitvaart vond in besloten familiekring plaats. Schiltz kreeg zijn laatste rustplaats op het Schoonselhof.
Zijn zoon, Willem-Frederik Schiltz, is ook politiek actief, namelijk voor Open Vld.

### Memoires en herdenking
Hugo Schiltz was in samenwerking met enkele historici, waaronder Bruno De Wever en Frans-Jos Verdoodt, en het Archief en Documentatiecentrum voor het Vlaams Nationalisme (ADVN) zijn memoires aan het vormgeven.
Het was de bedoeling ze te publiceren samen met een wetenschappelijke verhandeling over de evolutie van de Vlaamse Beweging vanaf het interbellum. Het project zal door zijn plotse vroege dood een andere vorm krijgen.
In het Spirittijdschrift Link van maart 2007 namen een aantal politici en oud-medewerkers alvast afscheid. In dit nummer valt vooral het eresaluut van de Molenbeekse burgemeester Philippe Moureaux op. Moureaux stelt dat Schiltz tot dialoog bereid was en de Vlaamse Beweging een nieuw gezicht gaf. De socialist waardeerde Schiltz' begrip dat "een eervolle vrede enkel mogelijk was door directe contacten tussen de protagonisten die aan beide zijden van de taalgrens als de meest extremistische werden beschouwd".
Begin april 2007 begon Paul Huybrechts aan een biografie van Schiltz en kreeg exclusief toegang tot het volledige archief van Schiltz, inbegrepen zijn dagboeken en persoonlijke notities. Nadat Schiltz' biografie eerst was aangeduid als Hugo Schiltz: De jonge jaren 1927-1965: een biografie (deel 1) verscheen eind mei 2009 van de hand van Paul Huybrechts onder de titel Hugo's heilige vuur. De intieme biografie van de jonge Hugo Schiltz 1927-1954 het eerste deel ervan. De eerste exemplaren van het volumineuze boek werden in het Egmontpaleis door Suzannah Schiltz-Olieux, weduwe van Hugo, aan de Ministers van Staat Wilfried Martens en Antoinette Spaak overhandigd. Een tweede deel van de politieke biografie was aanvankelijk voorzien in de loop van 2015. Tot nog toe is dergelijke uitgave alsnog niet gerealiseerd.
Eveneens in 2015 besloot de Antwerpse districtsraad tot de inrichting van een Hugo Schiltz-plein in de Regattawijk op Linkeroever.